# Geografija Madagaskarja
Madagaskar je velik otok v Indijskem oceanu ob vzhodni obali južne Afrike, vzhodno od Mozambika. Ima skupno površino 587.040 kvadratnih kilometrov s 581.540 kvadratnimi kilometri kopnega in 5500 kvadratnih kilometrov vode. Madagaskar je četrti največji otok in druga največja otoška država na svetu. Najvišja točka je Maromokotro, v masivu Tsaratanana na severu otoka, na 2876 metrih. Glavno mesto Antananarivo je v osrednjem višavju blizu središča otoka. Ima 25. največjo izključno gospodarsko cono s 1.225.259 km². Madagaskar je 400 kilometrov vzhodno od celinske Afrike.

## Geografske regije
Madagaskar lahko razdelimo na pet splošnih geografskih regij: vzhodno obalo, masiv Tsaratanana, Centralno višavje, zahodno obalo in jugozahod. Najvišje vzpetine so vzporedne z vzhodno obalo. Skupna velikost je 587.040 kvadratnih kilometrov, zaradi česar je druga največja otoška država na svetu.

### Vzhodna obala
Vzhodna obala je sestavljena iz ozkega pasu nižin, širokih približno 50 kilometrov, ki so nastale zaradi usedanja aluvialnih tal, in vmesnega območja, sestavljenega iz strmih pečin, ki se izmenjujejo z grapami, ki mejijo na pobočje, visoko približno 500 metrov, kar omogoča dostop do osrednjega višavja. Obalno območje sega približno severno od Baie d'Antongil, najvidnejšega objekta na polotoku Masoala, do skrajnega severa otoka. Obala je ravna, z izjemo zaliva, ki ponuja manj naravnih pristanišč kot zahodna obala.
Canal des Pangalanes, 600 kilometrov dolg pas lagun, ki je nastal naravno z izpiranjem peska na otoku s tokovi Indijskega oceana in z zamuljenjem rek, je značilnost obale; uporabljali so ga kot prevozno sredstvo ob obali in kot ribolovno območje. Plaža se strmo spušča v globoko vodo. Vzhodna obala velja za nevarno za plavalce in jadralce zaradi velikega števila morskih psov, ki pogosto obiščejo obalo.

### Masiv Tsaratanana
Območje masiva Tsaratanana na severnem koncu otoka vključuje Maromokotro, najvišjo točko na otoku z 2880 metri (9449 ft). Severneje je gora Montagne d'Ambre (Ambohitra), ki je vulkanskega izvora. Obala je močno razčlenjena; dve vidni značilnosti sta naravno pristanišče v Antsiranani (Diego Suárez), južno od Cap d'Ambre (Tanjon' i Bobaomby), in velik otok Nosy Be na zahodu. Gorska topografija masiva Tsaratanana omejuje potencial pristanišča v Antsiranani, saj ovira pretok prometa iz drugih delov otoka.[3] So poudarek na plezanju v veliki steni.

### Centralno višavje
Centralno višavje, ki sega od 800 do 1800 m nadmorske višine, vsebuje veliko različnih topografij: zaobljene in erodirane hribe, masivne granitne izdanke, ugasle vulkane, erodirane peneplene ter aluvialne ravnice in močvirja, ki so spremenjena v namakana riževa polja. Centralno višavje se razprostira od masiva Tsaratanana na severu do masiva Ivakoany na jugu. Dokaj jasno ga določajo strmine vzdolž vzhodne obale in se rahlo spušča proti zahodni obali. Centralno višavje vključuje visoko planoto Anjafy; vulkanske formacije Itasy (jezero Itasy je v vulkanskem kraterju) in masiv Ankaratra, ki doseže višino 2643 m. Masiv Isalo Roiniforme leži med Centralnim višavjem in zahodno obalo.
Antananarivo, glavno mesto države, je v severnem delu Centralnega višavja na 1276 m nadmorske višine. Pomembna značilnost Centralnega višavja je riftna dolina, ki teče od severa proti jugu in je vzhodno od Antananariva ter vključuje jezero Alaotra, največje vodno telo na otoku. Jezero je 761 m nad morsko gladino in je obrobljeno z dvema pečinama, ki se dvigata 701 m na zahodu in 488 m  na vzhodu, in tvorita stene doline. To območje je doživelo geološko ugrezanje in tresenje zemlje je pogosto.

### Zahodna obala
Zahodna obala, sestavljena iz sedimentnih formacij, je bolj razčlenjena kot vzhodna obala, zato ponuja številna pristanišča, zaščitena pred cikloni, kot je pristanišče v Mahajangi. Globoki zalivi in dobro zaščitena pristanišča že od antičnih časov privabljajo raziskovalce, trgovce in pirate iz Evrope, Afrike in Bližnjega vzhoda; tako je območje služilo kot pomemben most med Madagaskarjem in zunanjim svetom. Zamuljevanje pristanišč na tej obali, ki ga povzročajo usedline zaradi visoke ravni erozije v notranjosti Madagaskarja, je velik problem. Široke aluvialne ravnice na obali med Mahajango in Toliaro, za katere se domneva, da imajo velik kmetijski potencial, so redko poseljene, marsikje pokrite z močvirji madagaskarskih mangrov, in ostajajo večinoma neraziskane, čeprav so predmet raziskovalne dejavnosti mineralov in ogljikovodikov. Ogromni naftni polji Tsimiroro (težka nafta) in Bemolanga (ultra težka nafta) ležita proti zahodu otoka.

### Jugozahod
Na jugozahodu meji na vzhodu na masiv Ivakoany, na severu pa na masiv Isala Roiniforme. Vključuje dve regiji vzdolž južne obale, planoto Mahafaly in puščavsko regijo, ki jo zaseda ljudstvo Antandroy.

## Reke in jezera
Reki Mananara in Mangoro tečeta iz Centralnega višavja proti vzhodni obali, prav tako Maningory, ki teče iz jezera Alaotra. Druge reke, ki tečejo proti vzhodu v Indijski ocean, so Bemarivo, Ivondro in Mananjary. Te reke so po navadi kratke, ker je razvodje blizu vzhodne obale. Zaradi strmih vzpetin tečejo hitro, pogosto čez spektakularne slapove.
Reke, ki tečejo proti zahodni obali, se izlivajo v Mozambiški preliv in so po navadi daljše in so manj strme. Glavne reke na zahodni obali so Sambirano, Mahajamba, Betsiboka (del Mahajange je ob izlivu), Mania, severni in južni Mahavavy, Mangoky in Onilahy. Ikopa, ki teče mimo Antananariva, je pritok Betsiboke. Onilahy, ki je na najbolj suhem delu otoka, ob suši občasno presahne.
Pomembna jezera, poleg Alaotre, vključujejo jezero Kinkony na severozahodu, jezero Itasy v središču in jezero Ihotry na jugozahodu.
- Reka Majahilo pri Miandrivazu
- Reka Tsiribihina
- Jezero Tritiva

## Geografske značilnosti

### Somalska plošča
Madagaskar je nastal kot del superkontinenta Gondvana. Njegova zahodna obala je nastala, ko se je Afrika pred približno 165 milijoni let odcepila od Gondvane. Madagaskar se je sčasoma odcepil od Indije pred približno 88 milijoni let. Geološko je znotraj Somalske plošče.

### Tla
Madagaskar so imenovali veliki rdeči otok zaradi izrazite rdeče lateritne prsti. Rdeča prst prevladuje v osrednjem višavju, čeprav so veliko bogatejša tla v regijah nekdanje vulkanske dejavnosti, Itasy in Ankaratra ter Tsaratanana na severu. Ozek pas aluvialne prsti najdemo vzdolž vzhodne obale in ob izlivih večjih rek na zahodni obali; na zahodu so mešanice gline, peska in apnenca; na jugu pa sta plitvi ali skeletni laterit in apnenec. Krčenje gozdov in paša povzročata agresivno erozijo na številnih lokacijah.

### Plimovanje
Nedavna globalna analiza daljinskega zaznavanja je pokazala, da je bilo na Madagaskarju 1748 kvadratnih kilometrov plimovanja, zaradi česar je država na 18. mestu glede na to, koliko plimovanja se tam pojavlja.

## Podnebje
Podnebje je tropsko ob obali, zmerno v notranjosti in sušno na jugu. Vreme prevladujejo jugovzhodni pasati, ki izvirajo iz anticiklona Indijskega oceana, središča visokega atmosferskega tlaka, ki sezonsko spreminja svoj položaj nad oceanom. Madagaskar ima dva letna časa: toplo, mokro sezono od novembra do aprila; in hladnejšo, suho sezono od maja do oktobra. Vendar pa obstajajo velike razlike v podnebju zaradi nadmorske višine in položaja glede na prevladujoče vetrove. Na splošno je površinske vode največ ob vzhodni obali in na skrajnem severu (z izjemo območja okoli Cap d'Ambre, kjer je relativno malo površinske vode). Količine se zmanjšujejo proti zahodu in jugu, najbolj suha območja pa so na skrajnem jugu.
Vzhodna obala ima podnebje tropskega deževnega gozda; ker je najbolj neposredno izpostavljen pasatom, ima največ padavin, ki ponekod v povprečju dosežejo 4000 mm letno. Ta regija ima vroče in vlažno podnebje, v katerem so tropske vročice endemične. Uničujoči cikloni se pojavljajo v deževnem obdobju in prihajajo predvsem iz smeri Maskarenov. Ker deževni oblaki odvajajo veliko vlage vzhodno od najvišjih vzpetin na otoku, je osrednje višavje bolj suho in zaradi nadmorske višine tudi hladnejše. Nevihte so pogoste v deževnem obdobju v osrednjem višavju in vzhodnem obalnem nižavju.
Antananarivo prejme praktično vseh svojih povprečnih 1400 mm letnih padavin med novembrom in aprilom. Sušno obdobje je sončno, čeprav nekoliko hladno, zlasti zjutraj. Čeprav so zmrzali v Antananarivu redki, so pogosti na višjih legah. Toča je pogosta na številnih višjih območjih otoka (vključno z Antananarivom), vendar snega ni, razen na masivu Ankaratra, kjer lahko občasno pada nad 2400 m in celo ostane več dni.
Zahodna obala je bolj suha kot vzhodna obala ali osrednje višavje, ker pasati izgubijo svojo vlažnost, ko dosežejo to regijo. Jugozahod in skrajni jug sta polpuščava; v Toliari letno pade le 330 mm (13 in) dežja.

### Sprememba podnebja
Podnebne spremembe so velika grožnja za okolje in ljudi Madagaskarja. Podnebne spremembe so zvišale temperature, podaljšale sušno dobo in povzročile močnejše tropske nevihte. Prizadeti so edinstveni ekosistemi države, živalski in rastlinski svet.
Predvideva se, da bodo podnebne spremembe povzročile upad koralnih grebenov in gozdnih habitatov ter ogrozile domorodne vrste, kot so lemurji. Človeštvo je zelo ranljivo zaradi hudih vplivov na vodo in kmetijstvo, kar vpliva na prehransko varnost. Povečale naj bi se tudi nalezljive bolezni. Madagaskar je podpisnik Pariškega sporazuma in je določil cilje za prilagajanje podnebnim spremembam, čeprav se njihovo izvajanje sooča z izzivi zaradi relativne revščine države.

### Cikloni
Madagaskar občasno doživi vpliv ciklonov. Med 2. in 4. februarjem 1994 je Madagaskar prizadel ciklon Geralda. Ciklon je ubil sedemdeset ljudi in uničil dovolj lastnine, da je približno 500.000 ostalo brez strehe nad glavo, vključno s 30.000 v Antananarivu in 80.000 v Toamasini. Ciklon je močno poškodoval tudi infrastrukturo v državi, predvsem obalne ceste, železnice in telekomunikacije ter kmetijstvo. Škoda je bila ocenjena na 45 milijonov dolarjev.
Med 1. in 18. marcem 2004 je Madagaskar prizadel ciklon Gafilo, najmočnejši tropski ciklon, kar so jih kdaj zabeležili v jugozahodnem Indijskem oceanu. Državni svet za reševanje v Antananarivu je poročal o 237 mrtvih, 181 pogrešanih, 879 ranjenih in 304.000 brezdomcih (174.000 samo v Antalahi). Uničenih je bilo več kot 20.000 domov, poškodovanih je bilo tudi 413 javnih stavb in 3400 šol, od tega 1400 šol popolnoma uničenih. Ciklon je povzročil 250 milijonov ameriških dolarjev škode.
Februarja 2022 je ciklon Batsirai ubil najmanj 10 ljudi in povzročil poplave, izpade električne energije in strukturno škodo, le nekaj tednov po tem, ko je ciklon Ana ubil 55 ljudi in razselil 130.000 ljudi na otoku.

## Rastlinstvo in živalstvo
Otok Madagaskar je bil opisan kot »alternativni svet« ali »ločen svet« zaradi edinstvenosti in redkosti številnih rastlinskih in živalskih vrst. Njihove značilnosti naj bi odražale izvor otoka kot dela Gondvane in njegovo več milijonov let izolacije po razpadu kopnega.
Številne značilne afriške vrste – veliki sesalci, kot so slon, nosorog, žirafa, zebra in antilopa ter plenilci, kot so levi in leopardi – na Madagaskarju ne obstajajo. Poleg tega je bilo otoku prihranjeno veliko različnih strupenih kač, ki so avtohtone na afriški celini. Čeprav se domneva, da je večina življenjskih oblik na otoku afriškega (ali južnoameriškega) izvora, je izolacija omogočila preživetje starih vrst, ki so drugod izumrle, in razvoj novih vrst, edinstvenih za otok. Tako je veliko število vrst rastlin, žuželk, plazilcev in rib endemičnih za Madagaskar in vse avtohtone vrste kopenskih sesalcev – vseh 66 – so edinstvene za otok.
Madagaskar je bil nekoč skoraj v celoti pokrit z gozdovi, vendar so prakse poseka in sežiga za gojenje suhega riža ogolile večino pokrajine, zlasti v Centralnem višavju. Deževni gozdovi so skoncentrirani na strmih pobočjih vzdolž vitke osi sever–jug, ki meji na vzhodno obalo, od masiva Tsaratanana na severu do Tolagnara na jugu. Sekundarno rastje, ki je nadomestilo prvotni gozd in je v veliki meri sestavljeno iz popotnikove palme (Ravenala madagascariensis), rafija palm in baobabov, najdemo na številnih mestih vzdolž vzhodne obale in na severu. Vegetacija Centralnega višavja in zahodne obale je večinoma savanska ali stepska, kjer prevladuje groba prerijska trava, kjer erozija ni razkrila oranžno-rdeče lateritne prsti. Na jugozahodu je vegetacija prilagojena puščavskim razmeram.
Preostali deževni gozd vsebuje veliko število edinstvenih rastlinskih vrst. Država ima približno 900 vrst orhidej. Na obalah rastejo banane, mango, kokos, vanilija in druge tropske rastline, danes pa je razširjen evkalipt, prinesen iz Avstralije.
Les in oglje iz gozdov se uporabljata za pokrivanje 80 % domačih potreb po gorivu. Posledično je lesa postalo malo. Leta 1990 je Svetovna banka začela okoljski program, ki je povečal zasaditev borovcev in evkalipta za zadovoljevanje potreb po gorivu.

## Naravni viri
Madagaskar ima številne naravne vire, kot je: nikelj, kobalt, grafit, kromit, premog, boksit, redko zemeljskimi elementi, sol, kremen, katranski pesek, poldragimi kamni in sljuda. Obstajajo tudi ribolovna območja na morju in potencial za hidroelektrarne. V letu 2011 je bilo ocenjeno, da je 5,96 % površin namenjenih njivam, 1,02 % pa trajnim nasadom. 26 % tal je poraslo z gozdom. Večina prebivalstva je odvisna od samooskrbnega kmetijstva, predvsem riža in goveda. Proizvodni sektor je majhen, a raste.

## Okoljska vprašanja
Madagaskar trenutno na nekaterih območjih trpi zaradi erozije tal zaradi krčenja gozdov in prekomerne paše, dezertifikacije in onesnaženja površinskih voda z neobdelanimi odplakami in organskimi odpadki. Ogroženih je več vrst rastlinstva in živalstva, ki so edinstvene za otoke. Redni cikloni povzročajo poplave v nižinskih obalnih regijah.

## Ekstremne točke
To je seznam skrajnih točk Madagaskarja, točk, ki so bolj severno, južno, vzhodno ali zahodno kot katera koli druga lokacija.
- Najsevernejša točka - Cap D'Ambre, provinca Antsiranana na 11°57′00″J 49°15′56″V
- Najbolj vzhodna točka - Ile Ngontsy, provinca Antsiranana na 15°15′48″J 50°29′36″V
- Skrajna vzhodna točka (celina) - Cap Est, provinca Antsiranana na 15°15′56″J 50°29′10″V
- Najjužnejša točka - rt Vohimena (Cap Sainte Marie), provinca Toliara na 25°36′24″J 45°10′02″V
- Najzahodnejša točka - Nosy Hao, provinca Toliara na 22°05′13″J 43°11′18″V
- Najzahodnejša točka (celina) - Pointe Mananonoka, provinca Toliara na 22°15′04″J 43°13′13″V
- Geografsko središče - TBA
- Geografsko središče (celina) - Analavory, provinca Antananarivo